# Luciana Meles
Luciana Meles (Piacenza, 12 ottobre 1951) è un'ex judoka, pesista, giavellottista e calciatrice italiana, di ruolo centrocampista.

## Caratteristiche tecniche

### Calcio
Giocava come mezzala con compiti di regia, distinguendosi per la visione di gioco e l'abilità nei lanci lunghi; per queste sue caratteristiche veniva paragonata a Gianni Rivera.

## Carriera

### Calcio

#### Giocatrice

##### Club
Iniziò l'attività calcistica nel 1967, e nella stagione 1968 milita nella Pro Loco di Travo, squadra partecipante al primo campionato italiano. Dal 1969 la squadra assume la denominazione Piacenza Associazione Calcio Femminile, e la Meles viene riconfermata per le successive annate nella massima serie, culminate con la vittoria dello scudetto 1971; considerata una delle stelle della squadra, ne ricopre anche il ruolo di capitano.
Rimane al Piacenza fino al 1973, quando per motivi economici si separa dalla società biancorossa e si trasferisce, insieme a Rosa Rocca e alla sorella Tiziana Meles, alla Lubiam Lazio. Nella formazione capitolina disputa cinque campionati consecutivi, conquistando la Coppa Italia 1977; lasciata Roma, prosegue la carriera con Rodengo Saiano (fino allo scioglimento, nel febbraio 1980) e Bergamo, in Serie B, prima di far ritorno per un'ultima stagione a Piacenza, dove termina l'attività agonistica nel 1981.
È tra le fondatrici del sindacato di categoria delle calciatrici (AIGC), nato su sua iniziativa nel 1978.

##### Nazionale
Esordisce nella Nazionale di calcio femminile dell'Italia il 23 febbraio 1968, nella partita disputata a Viareggio contro la Cecoslovacchia, la prima della rappresentativa azzurra. Viene convocata anche per la Coppa Europa del 1969, scendendo in campo nella finale vinta per 3-1 sulla Danimarca; rimane nel giro della Nazionale per tutti gli anni Settanta, totalizzando 13 presenze e una rete.

#### Allenatrice
Nel 2017 guida le Biancorosse Piacenza, formazione partecipante al campionato di Serie D.

#### Statistiche

##### Presenze e reti in nazionale
| Cronologia completa delle presenze e delle reti in nazionale ― Italia | Cronologia completa delle presenze e delle reti in nazionale ― Italia | Cronologia completa delle presenze e delle reti in nazionale ― Italia | Cronologia completa delle presenze e delle reti in nazionale ― Italia | Cronologia completa delle presenze e delle reti in nazionale ― Italia | Cronologia completa delle presenze e delle reti in nazionale ― Italia | Cronologia completa delle presenze e delle reti in nazionale ― Italia | Cronologia completa delle presenze e delle reti in nazionale ― Italia |
| Data                                                                  | Città                                                                 | In casa                                                               | Risultato                                                             | Ospiti                                                                | Competizione                                                          | Reti                                                                  | Note                                                                  |
| --------------------------------------------------------------------- | --------------------------------------------------------------------- | --------------------------------------------------------------------- | --------------------------------------------------------------------- | --------------------------------------------------------------------- | --------------------------------------------------------------------- | --------------------------------------------------------------------- | --------------------------------------------------------------------- |
| 23/02/1968                                                            | Viareggio                                                             | Italia                                                                | 2 - 1                                                                 | Cecoslovacchia                                                        | Amichevole                                                            | -                                                                     |                                                                       |
| 17/07/1969                                                            | Torino                                                                | Italia                                                                | 2 - 2                                                                 | Danimarca                                                             | Amichevole                                                            | -                                                                     |                                                                       |
| 01/11/1969                                                            | Novara                                                                | Italia                                                                | 1 - 0                                                                 | Francia                                                               | Coppa Europa                                                          | -                                                                     |                                                                       |
| 02/11/1969                                                            | Torino                                                                | Italia                                                                | 3 - 1                                                                 | Danimarca                                                             | Coppa Europa                                                          | -                                                                     |                                                                       |
| 10/07/1970                                                            | Riccione                                                              | Italia                                                                | 2 - 1                                                                 | Svizzera                                                              | Amichevole                                                            | -                                                                     |                                                                       |
| 19/09/1970                                                            | Reims                                                                 | Francia                                                               | 0 - 2                                                                 | Italia                                                                | Amichevole                                                            | -                                                                     |                                                                       |
| 07/05/1971                                                            | Teheran                                                               | Iran                                                                  | 0 - 2                                                                 | Italia                                                                | Amichevole                                                            | -                                                                     |                                                                       |
| 09/05/1971                                                            | Teheran                                                               | Iran                                                                  | 0 - 5                                                                 | Italia                                                                | Amichevole                                                            | -                                                                     |                                                                       |
| 20/10/1971                                                            | Copenaghen                                                            | Danimarca                                                             | 2 - 0                                                                 | Italia                                                                | Amichevole                                                            | -                                                                     |                                                                       |
| 04/11/1971                                                            | Piacenza                                                              | Italia                                                                | 0 - 1                                                                 | Danimarca                                                             | Amichevole                                                            | -                                                                     |                                                                       |
| 21/09/1974                                                            | Ravenna                                                               | Italia                                                                | 4 - 3                                                                 | Scozia                                                                | Amichevole                                                            | 1r                                                                    |                                                                       |
| 25/09/1974                                                            | Milano                                                                | Italia                                                                | 3 - 0                                                                 | Scozia                                                                | Amichevole                                                            | -                                                                     |                                                                       |
| 15/11/1977                                                            | Londra                                                                | Inghilterra                                                           | 1 - 0                                                                 | Italia                                                                | Amichevole                                                            | -                                                                     |                                                                       |
| Totale                                                                |                                                                       | Presenze                                                              | 13                                                                    |                                                                       | Reti                                                                  | 1                                                                     |                                                                       |

### Atletica leggera
Inizia l'attività atletica nel 1965, praticando il getto del peso e il lancio del giavellotto con la Libertas di Piacenza; in quest'ultima specialità nel 1968 vince i campionati italiani Libertas a Reggio Calabria, con la misura di 35,64 m, poi migliorata nel 1969 quando raggiunge i 36,53 m. Sempre nel 1968 stabilisce il record provinciale Under 17 di getto del peso con palla da 4 kg (11,05 m), imbattuto a tutto il 2012.
Nel 1969 esordisce in Nazionale e contro la Jugoslavia stabilisce il suo miglior risultato nel peso con 12,35 m, mentre nelle annate successive ottiene piazzamenti nei campionati italiani, con misure inferiori. Grazie a tali prestazioni viene nominata miglior atleta nel 1969. Nel 1971 stabilisce il record provinciale Under 18 con palla da 4 kg, superato solo nel 2012.

### Judo
Pratica il judo dal 1966, con la Samurai Piacenza, e nel 1969 giunge seconda nei campionati nazionali juniores; nel febbraio 1970 ottiene a Torino i titoli di campionessa italiana juniores e speranze, e con essi il grado di cintura nera. Negli anni successivi entra nel giro della Nazionale italiana.

## Dopo il ritiro
Partecipa alla vita politica piacentina come esponente dell'Italia dei Valori, ricoprendo incarichi di rilevanza locale.

## Palmarès

### Calcio

#### Club
- Campionato italiano: 1

Piacenza: 1971
- Coppa Italia: 1

Lazio: 1977

#### Nazionale
- Coppa Europa: 1

1969